# Francesc Pedra Argüelles
Francesc Pedra Argüelles (Sants, Barcelona, 9 u 11 de marzo de 1914  - Hospitalet de Llobregat, 12 de junio de 2000), también conocido con los apodos de Sisdits (Seis dedos) y El Badoc (El Mirón), fue un trabajador del vidrio y activista político anarcosindicalista catalán del siglo XX.
Fue el líder, con solo 11 años, de la «vaga dels nens» («huelga de los niños»), que se organizó el año 1925 en las Cristalerías Planell, en la antigua villa de Les Corts, en Barcelona. El mismo barrio tiene una calle dedicada a Francesc Pedra. La ciudad donde más tiempo vivió, L'Hospitalet de Llobregat, le puso a un parque su nombre junto al de su mujer, Lola Peñalver, también líder sindical.

## Biografía

### Primeros años e inicio en la política
Era hijo de Francesc Pedra Grivé, tejedor anarquista, y Casimira Argüelles Antuña, asturiana hija de minero. Tras la muerte de su madre por cáncer en 1922 y de su padre por neumonía en 1923, se trasladó a vivir a L'Hospitalet de Llobregat. Poco después, comenzó a trabajar como aprendiz en la fábrica de vidrio «Can Tarrida».
En 1925 participó en la organización de la vaga dels nens ("huelga de los niños"), que exigía el pago de las horas extras y la mejora de las condiciones laborales de los aprendices. En aquella época, los menores comenzaban a trabajar desde los nueve años y cumplían jornadas muy prolongadas, incluso de 24 horas. Además, debían encender los hornos antes del inicio de la jornada sin recibir compensación económica. La huelga, organizada clandestinamente por la Confederación Nacional del Trabajo (CNT), duró dos semanas. Durante ese tiempo, los jóvenes enfrentaron tanto a la patronal y a las fuerzas de seguridad como, en ocasiones, a sus propios padres, preocupados por la pérdida de ingresos. Finalmente, el conflicto se resolvió con la inclusión del tiempo de limpieza en la jornada laboral, la retribución de 15 minutos para encender los hornos y un aumento salarial.  
Cuatro años más tarde, en 1929 y con solo 15 años, Francesc fue nombrado delegado general de la Sección de Hornos de Vidrio de la CNT. En 1930 se instaló a vivir en el barrio de Santa Eulalia en L'Hospitalet. El 14 de abril de 1931, día de la proclamación de la II República, Francesc Pedra participó junto a un grupo de jóvenes libertarios en el asalto a la Prisión de Reina Amalia, cárcel de mujeres con abundante número de presas anarquistas, liberando a las allí encerradas. El mismo 1931 fue nombrando presidente del Sindicato de Oficios Varios de L'Hospitalet de Llobregat.
También en esa época de inicios de los años 30 conoció a la que fue su compañera sentimental, Dolors Peñalver Valenzuela («Lola»), militante de Mujeres Libres y activista sindical en la fábrica textil de Can Trinxet. Durante los años de la República, Pedra participó muy activamente en el Ateneo libertario «Pau i Amor» («Paz y Amor»), del barrio de Santa Eulalia. En 1933, con la proclamación del comunismo libertario en L'Hospitalet, fue nombrado miembro del Comité Revolucionario de la ciudad.

### Guerra civil y exilio
En 1936 fue nombrado vicepresidente del Sindicato del Ramo del Vidrio y también en la sección del Vidrio Vacío. Durante las jornadas de respuesta al levantamiento fascista de julio de 1936, formó parte del Comité Revolucionario de Sants, e intervino activamente en frenar el golpe de Estado desde Pedralbes hasta la zona de las Atarazanas barcelonesas. También fue uno de los que intentaron mitigar las iras populares contra los facciosos. Después participó en el proceso colectivizador del sector vidriero.
En 1938, después de la caída del Frente de Aragón, y contraviniendo las órdenes de su sindicato, se alistó como voluntario y luchó en la Batalla del Ebro. En enero de 1939 cruzó los Pirineos y fue encerrado en diversos campos de concentración: Saint-Cyprien, Agde, Clarmont d'Alvèrnia, Argelès-sur-Mer y Carcasona. Después fue deportado al campo de concentración nazi de Magdeburgo, a unos 60 kilómetros de Berlín, donde fue utilizado como «esclavo del nazismo».

### Retorno a España
Tras ser liberado, y una vez acabada la guerra, su intención es volver a España. El 16 de novimebre de 1945 logró cruzar clandestinamente la frontera por los Pirineos, y reunirse con su compañera. A finales de los años 40 tuvieron un hijo, Germán; habían tenido otro en los años 30, pero falleció siendo un bebé por sarampión. Continuó trabajando en el sector del vidrio, aunque tuvo que emplear documentación falsa hasta finales de la década de 1950.
En esos años, con la dictadura franquista y las dificultades para llevar a cabo cualquier actividad política o sindical, Pedra continuó agitando consciencias con pequeñas acciones cotidianas entre sus amigos o entre el vecindario: amonestando a un joven por no ceder su asiento a una persona mayor, homenajeando a las señoras de la limpieza, anteponiendo las inquietudes culturales al fútbol, o tronando por la indolencia y la arbitrariedad de un funcionario.
A partir del comienzo de la década de 1960 participó en muy diversas actividades: Asociación Coordinadora de Jubilados y Pensionistas de l'Hospitalet (fue receptor de una medalla por parte de los delegados italianos asistentes al Congreso Internacional de Lille de Jubilados y Pensionistas); Asociación de Vecinos de Pubilla Casas; Centro Social La Florida; Centro Social de Can Vidalet; etc. Poco antes de su jubilación se quedó en paro y formó parte de la Asamblea de Parados, que protagonizó grandes movilizaciones. En los últimos años de su vida, y sin abandonar el pensamiento anarco.sindicalista, colaboró con Comisiones Obreras y el PSC.
Fue amigo íntimo de José Peirats, y su hermano Camilo Pedra, conocido como «El coix de Sants» («El cojo de Sants»), también fue un activo militante anarco-sindicalista fallecido en el exilio. En marzo de 1994 donó su documentación cultural e histórica al Archivo Municipal de L'Hospitalet. Francesc Pedra falleció el 12 de junio de 2000 en la residencia de ancianos del barrio de Pubilla Casas de L'Hospitalet. Su cuerpo fue incinerado en el Cementerio de Roques Blanques.